# Schülldorf
Schülldorf là một đô thị thuộc huyện Rendsburg-Eckernförde, trong bang Schleswig-Holstein, nước Đức. Đô thị Schülldorf có diện tích 12,99 km², dân số thời điểm 31 tháng 12 năm 2006 là 561 người.